# Mimetus echinatus
Mimetus echinatus là một loài nhện trong họ Mimetidae.
Loài này thuộc chi Mimetus. Mimetus echinatus được miêu tả năm 1990 bởi Wang.